# Joseph Ki-Zerbo
Pour les articles homonymes, voir Zerbo (homonymie).
Joseph Ki-Zerbo, né le 21 juin 1922 à Toma (Haute-Volta, aujourd’hui Burkina Faso) et mort le 4 décembre 2006 à Ouagadougou, est un historien et homme politique burkinabè.

## Biographie
Toma se trouve dans le nord-ouest du pays, entre Koudougou et Tougan, en pays Samo, dans la province du Nayala. Ki et Zerbo sont deux patronymes distincts. Pour l’administration coloniale, Joseph était né Ki. Son père, Alfred Ki-Zerbo, généralement considéré comme le premier chrétien de Haute-Volta, est intervenu pour que les deux patronymes (expression de l’alliance des familles Ki et Zerbo) soient accolés. « Il faut redresser cela, lui dira-t-il, parce que Ki n’est pas notre nom entier. Nous nous appelons Ki-Zerbo ; il n’y a qu’à écouter les griots quand ils appellent notre famille. »

### Carrière universitaire
Après avoir passé son baccalauréat à Bamako, Joseph Ki-Zerbo suit des études d’histoire à Paris. Il devient, en 1956, le premier homme africain à être reçu à l'agrégation d'histoire en France. Il soutient sa thèse de doctorat à l’Institut d'études politiques de Paris. Ki-Zerbo devient professeur des universités. Il enseigne à Orléans, à Paris puis à Dakar en 1957.
Joseph Ki-Zerbo va renouveler, avec le Sénégalais Cheikh Anta Diop, les études sur l’histoire de l’Afrique. Comme lui, il soutient la thèse controversée d'une Égypte antique originellement noire. Cependant, Joseph Ki-Zerbo ne fait pas de l'Égypte l'origine de l'ensemble des cultures africaines.
Son ouvrage, l'Histoire de l'Afrique noire, d'hier à demain (1972) est un vaste panorama diachronique, circonstancié et rigoureux, rendu vivant par des extraits de chroniques, des grands évènements et des évolutions des peuples du continent. Le fait de présenter les évolutions sociales, économiques et politiques de la même manière que d'autres encyclopédies ont présenté l'Europe et l'Asie, replace l'histoire de l'Afrique au même rang que celles des autres continents. La présentation diachronique à l'échelle du continent souligne ainsi de fait l'évolution contiguë des différentes grandes civilisations, les points communs et l'échange des idées mais aussi le fait que les chocs qui les ont abattues ont une origine commune : l'expansion européenne et ses conséquences (expansions marocaine, turque et omanaise).
De 1975 à 1995, Joseph Ki-Zerbo préside l’Association des historiens africains. Joseph Ki-Zerbo fut pendant de longues années un membre du Conseil exécutif de l’UNESCO.
Il est considéré l’un des plus grands penseurs de l’Afrique contemporaine.

### Carrière politique
C’est lors de son installation à Dakar en 1957 qu’il entre en politique en créant un parti politique un an plus tard : le Mouvement de libération nationale (MLN) en 1958.
Inquiet des attaques publiques du nouveau régime de Thomas Sankara contre lui le désignant comme un « réformiste », Joseph Ki-Zerbo, avec son épouse Jacqueline, quitte le pays en octobre 1983. En 1985, un tribunal populaire révolutionnaire condamne le couple par contumace à deux ans de détention et à une forte amende pour « fraude fiscale ». La bibliothèque des Ki-Zerbo est saccagée. Il rentre au Burkina Faso en 1992.
Joseph Ki-Zerbo est fondateur en 1993 du Parti pour la démocratie et le progrès (PDP, membre de l’Internationale socialiste), parti d’opposition au Congrès pour la démocratie et le progrès (CDP) du président Blaise Compaoré. Le congrès constitutif du PDP a lieu en avril 1994 et Ki-Zerbo en devient président.
En 1997, il reçoit le Right Livelihood Award, aussi appelé prix Nobel alternatif.
En 1998, il est membre fondateur du Collectif des organisations démocratiques de masse et de partis politiques (CODMPP). Ce collectif a été créé le 16 décembre 1998, à la suite de l’assassinat du journaliste d’investigation Norbert Zongo, alias Henri Sébégo. Le mouvement Trop c’est trop est né de ce collectif.
Joseph Ki-Zerbo est l'inventeur du slogan « Naan laara an saara » qui signifie : « si on se couche on est mort ».
En 2000, il reçoit le prix Kadhafi des droits de l'homme et des peuples, récompense libyenne controversée.
Les législatives du 5 mai 2002 sont un échec pour le PDP et Ki-Zerbo, puisque le parti perd sa place de premier parti d’opposition au profit de l’ADF-RDA d'Hermann Yaméogo (en). Le PDP totalise 10 sièges, contre 17 pour l’ADF-RDA et 57 sur 111 pour le CDP.
Le 6 février 2005, Ki-Zerbo cède la tête du parti à Ali Lankoandé (en).
Joseph Ki-Zerbo meurt le 4 décembre 2006.

### Postérité
Joseph Ki-Zerbo a été promu commandeur des Palmes académiques à titre posthume.
Le 26 décembre 2015, l'université de Ouagadougou est rebaptisée Université Ouaga 1-Professeur-Joseph-Ki-Zerbo.

## Publications
- Le monde africain noir, Paris, Éd. Hatier, 1964
- Histoire de l’Afrique noire, Paris, Éd. Hatier, 1972
- Histoire générale de l’Afrique, ouvrage collectif, Paris, Éditions Présence africaine/Edicef/Unesco, 1991
- Anthologie des grands textes de l’humanité sur les rapports entre l’homme et la nature (avec Marie-Josée Beaud-Gambier), Paris, Éditions Charles Léopold Mayer, 1992  (ISBN 2-7071-2144-4).
- À quand l’Afrique ? : entretien avec René Holenstein, coéd. Éditions d’en bas (Suisse)/Éditions de l’Aube (France)/Presse universitaire d’Afrique (Cameroun)/Jamana (Mali)/Eburnie (Côte d’Ivoire)/Sankofa & Gurli (Burkina Faso)/Ruisseaux d’Afrique (Bénin), 2003

prix RFI Témoin du monde 2003
- Afrique noire, avec Didier Ruef (en), Paris, Infolio éditions, 2005

### Filmographie
En 2004, le réalisateur burkinabé Dani Kouyaté a réalisé sur Joseph Ki-Zerbo un documentaire intitulé Joseph Ki-Zerbo, Identités/Identité pour l’Afrique.